# Száguldó erőd
A Száguldó erőd (Under Siege 2: Dark Territory) egy 1995-ös amerikai akciófilm Steven Seagal főszereplésével, a további szerepekben Eric Bogosian, Everett McGill, Katherine Heigl és Morris Chestnut látható. A film az Úszó erőd című akciófilm folytatása, bár a cselekmény teljesen független tőle.

## Cselekmény
Casey Ryback tengerészgyalogos, aki korábban már egy egész hadihajót foglalt vissza terroristáktól, most új kihívás elé néz: rég nem látott vadóc unokahúgával, Sarah-val kell együtt utaznia testvére, Sarah apjának temetésére. A lány nem igazán szíveli nagybátyját, miután az elhidegült az apjától, ezért Ryback reméli, hogy a hosszú vonatúton sikerül megkedveltetnie magát vele. A békülésre azonban nem marad túl sok idő miután a vonatot állig felfegyverkezett terroristák szállják meg és Sarah-val együtt túszul ejtenek mindenkit. Vezetőjük, a zsoldos Marcus Penn embereivel egy korábban a kormánynak dolgozó őrült számítógépes zseni, Travis Dane megbízásából rabolják el az egész szerelvényt. Dane átveszi az irányítást a kormány legújabb, fegyverként is használható titkos műholdja felett, amin korábban ő is dolgozott, ehhez egy mozgó bázisra van szüksége, amit nem lehet bemérni, a vonat pedig ideális, mert az útja hegyek által árnyékolt vidékeken halad keresztül (erre utal a film eredeti címe is). Az akció lényege, hogy eladja a technológiát a legtöbbet ígérőnek, azzal azonban nem számoltak, hogy a vonaton lesz Ryback is, aki azonnal ellentámadásba lendül és egy nagydumás hordár, Bobby Zachs segítségével gerillaakciót indít a terroristák ellen, akik egyre fogyatkozni kezdenek…

## Szereplők
| Szerep                  | Színész            | Magyar hang            |
| ----------------------- | ------------------ | ---------------------- |
| Casey Ryback            | Steven Seagal      | Szakácsi Sándor        |
| Travis Dane             | Eric Bogosian      | Sinkovits-Vitay András |
| Marcus Penn             | Everett McGill     | Papp János             |
| Sarah Ryback            | Katherine Heigl    | Szénási Kata           |
| Bobby Zachs             | Morris Chestnut    | Forgács Péter          |
| Zsoldos                 | Peter Greene       | Dózsa Zoltán           |
| Fatima                  | Afifi Alaouie      | Báthory Orsolya        |
| Scotty                  | Jonathan Banks     | Földi Tamás            |
| Bates tengernagy        | Andy Romano        | Dobránszky Zoltán      |
| Garza kapitány          | Dale Dye           | Uri István             |
| Stanley Cooper tábornok | Kurtwood Smith     | Horkai János           |
| Tom Breaker             | Nick Mancuso       | Orosz István           |
| Linda Gilder százados   | Brenda Bakke       | Csere Ágnes            |
| David Trilling százados | David Gianopoulos  | Rosta Sándor           |
| Ryback főszakácsa       | Royce D. Applegate | Imre István            |
| Williams százados       | Wren T. Brown      | Hankó Attila           |